# Klokočevci
Klokočevci (1890-ig Klokočevac) falu Horvátországban, Eszék-Baranya megyében. Közigazgatásilag Gyurgyenováchoz tartozik.

## Fekvése
Eszéktől légvonalban 44, közúton 52 km-re nyugatra, Nekcsétől 8 km-re északra, községközpontjától 5 km-re északkeletre, a Szlavóniai-síkságon, a Nekcséről Alsómiholjácra menő út mentén fekszik.

## Története
A „Đurin” nevű régészeti lelőhelyen talált középkori leletek alapján területén már a középkorban is település volt, melyet azonban nem sikerült azonosítani a középkori forrásokban szereplő településnevekkel. Ez a középkori település a török hódításkor pusztulhatott el. A mai település török uralom idején jött létre, 1579-ben már a mai nevén 15 házzal szerepel a török defterben. A térség többi településével együtt 1687-ben szabadult fel a török uralom alól. 1698-ban hajdútelepülésként „Klokocsevacz” néven szerepel a török uralom alól felszabadított szlavóniai települések kamarai összeírásában.
Az első katonai felmérés térképén „Klokocsevac” néven található. Lipszky János 1808-ban Budán kiadott repertóriumában „Klokocsevac” néven szerepel. Nagy Lajos 1829-ben kiadott művében „Klokochevacz” néven 69 házzal, 423 katolikus és 2 ortodox lakossal találjuk.
A településnek 1857-ben 539, 1910-ben 691 lakosa volt. Verőce vármegye Nekcsei járásához tartozott. Az 1910-es népszámlálás adatai szerint lakosságának 92%-a horvát, 2%-a magyar, 1%-a szerb anyanyelvű volt. Az első világháború után 1918-ban az új szerb-horvát-szlovén állam, majd később (1929-ben) Jugoszlávia része lett. 1991-ben lakosságának 96%-a horvát nemzetiségű volt. 2011-ben 428 lakosa volt.

## Lakossága
| Lakosság változása | Lakosság változása | Lakosság változása | Lakosság változása | Lakosság változása | Lakosság változása | Lakosság változása | Lakosság változása | Lakosság változása | Lakosság változása | Lakosság változása | Lakosság változása | Lakosság változása | Lakosság változása | Lakosság változása | Lakosság változása |
| ------------------ | ------------------ | ------------------ | ------------------ | ------------------ | ------------------ | ------------------ | ------------------ | ------------------ | ------------------ | ------------------ | ------------------ | ------------------ | ------------------ | ------------------ | ------------------ |
| 1857               | 1869               | 1880               | 1890               | 1900               | 1910               | 1921               | 1931               | 1948               | 1953               | 1961               | 1971               | 1981               | 1991               | 2001               | 2011               |
| 539                | 567                | 580                | 637                | 767                | 691                | 801                | 926                | 925                | 968                | 893                | 761                | 592                | 527                | 469                | 428                |

## Gazdaság
A falutól északra kőolaj- és gázmező található.

## Nevezetességei
Illés próféta tiszteletére szentelt római katolikus temploma a velimirovaci plébánia filiája.

## Oktatás
A településen a gyurgyenováci J. J. Strossmayer elemi iskola alsó tagozatos területi iskolája működik.

## Sport
Az NK Slavonija Klokočevci labdarúgóklubot 1922-ben alapították.

## Egyesületek
- DVD Klokočevci önkéntes tűzoltóegylet
- „Hrvatska žena” Klokočevci nőegyesület